# Іпеколсга
Іпеколсга (нід. Ypecolsga) — село в нідерландській провінції Фрисландія. Входить до муніципалітету Південно-Західна Фрисландія.
Його площа становить 7,60км², а населення станом на 2021 рік складало 50 осіб.
Перша згадка про населений пункт датується 1245 роком.

## Галерея

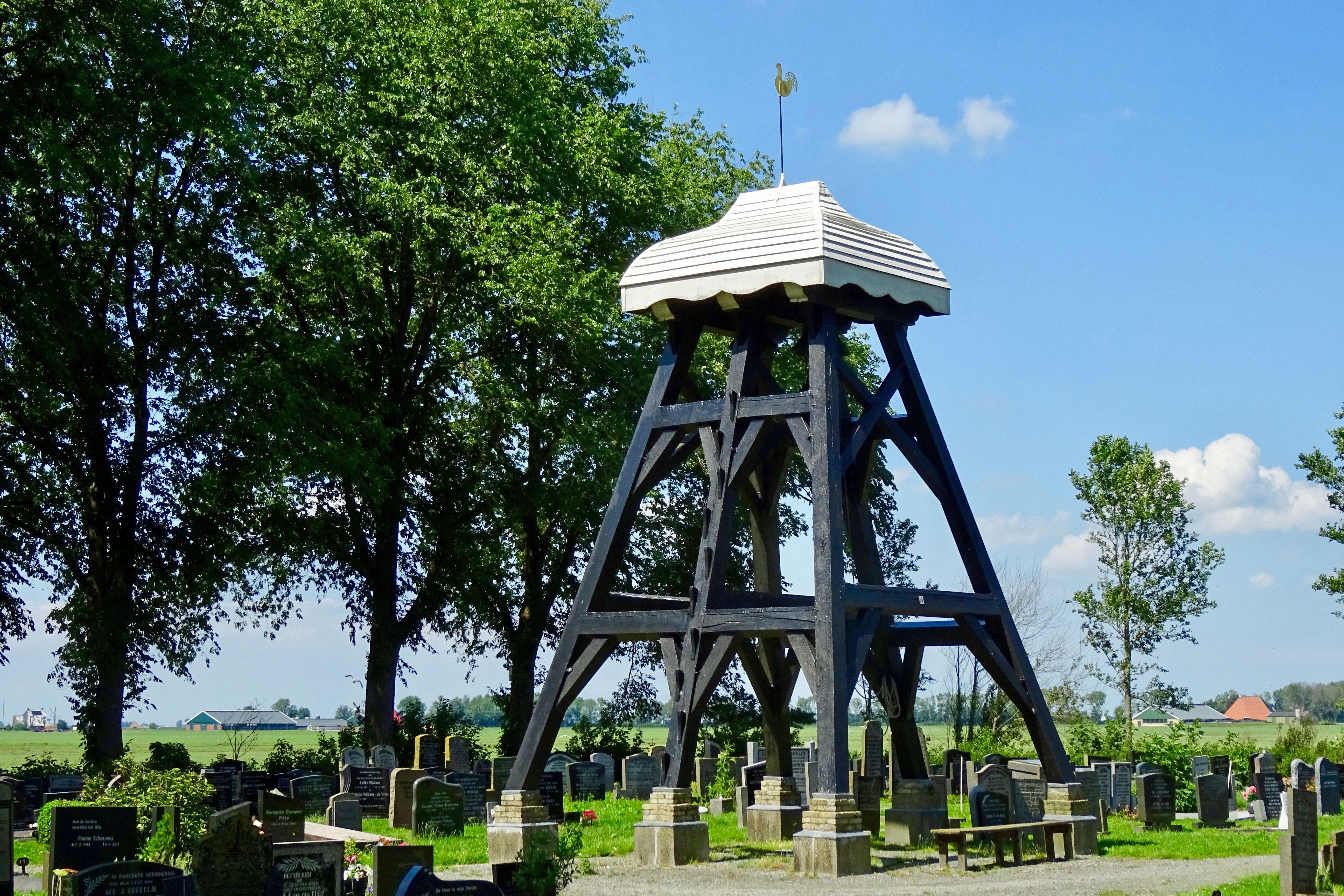
Дзвіниця
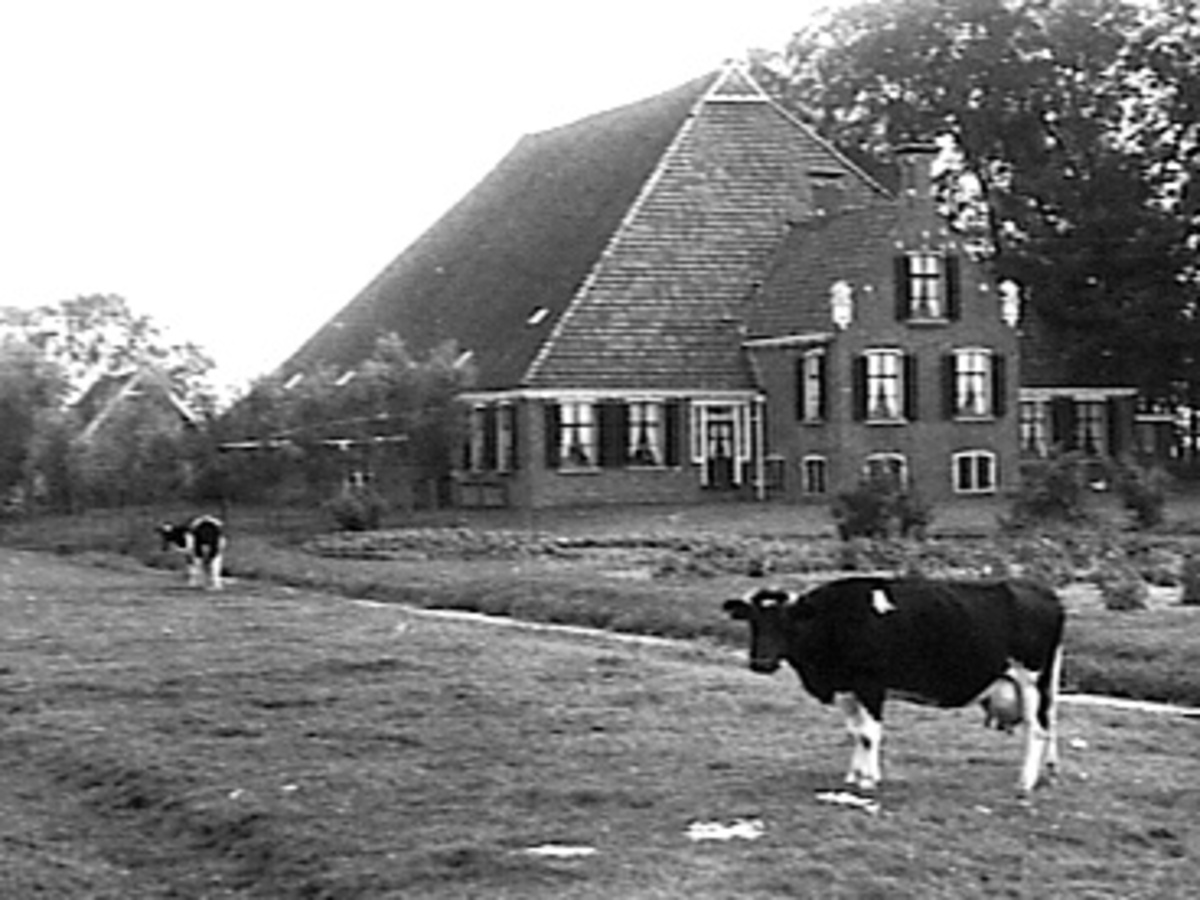
Ферма у селі